# Liste des hôtels particuliers de Blois
Cet article recense les hôtels particuliers de Blois, en région Centre-Val de Loire, en France.

## Hôtels particuliers encore existant
La liste suivante recense les hôtels particuliers blésois qui ont été jusqu'ici conservés. Elle précise le cas échéant, la référence de l'édifice dans la base Mérimée, lorsqu'il est recensé ou protégé au titre des monuments historiques.
| Monument                                     | Adresse                            | Coordonnées                      | Notice         | Protection     | Date      | Illustration                                 |
| -------------------------------------------- | ---------------------------------- | -------------------------------- | -------------- | -------------- | --------- | -------------------------------------------- |
| Hôtel d'Alluye                               | 8 rue Saint-Honoré                 | 47° 35′ 16″ nord, 1° 19′ 55″ est | « PA00098351 » | Classé         | 1929      | Hôtel d'Alluye                               |
| Hôtel d'Amboise                              | 6 place du Château                 | 47° 35′ 08″ nord, 1° 19′ 54″ est | « PA00098352 » | Inscrit        | 1938      | Hôtel d'Amboise                              |
| Hôtel Belot                                  | 10 rue des Papegauds               | 47° 35′ 17″ nord, 1° 20′ 10″ est | « PA00098353 » | Classé         | 1889      | Hôtel Belot                                  |
| Hôtel de Bretagne                            | 2 rue Jean Bernier                 | 47° 35′ 05″ nord, 1° 19′ 48″ est | « PA00098386 » | Inscrit        | 1946      | Image manquante Téléverser                   |
| Hôtel de Condé                               | 3 rue des Juifs                    | 47° 35′ 15″ nord, 1° 20′ 07″ est | « PA00098370 » | Inscrit        | 1933      | Hôtel de Condé                               |
| Hôtel Denis-Dupont                           | 2 rue Saint-Honoré                 | 47° 35′ 15″ nord, 1° 19′ 54″ est | « PA00098355 » | Classé         | 1931      | Hôtel Denis-Dupont                           |
| Hôtel d'Épernon                              | 4 place du Château                 | 47° 35′ 08″ nord, 1° 19′ 55″ est | « PA00098356 » | Inscrit        | 1938      | Hôtel d'Épernon                              |
| Hôtel de Guise                               | 18 rue Chemonton                   | 47° 35′ 16″ nord, 1° 19′ 49″ est | « PA00098363 » | Inscrit        | 1934      | Hôtel de Guise                               |
| Hôtel Jacques de Moulins                     | 2 rue des Juifs                    | 47° 35′ 15″ nord, 1° 20′ 08″ est | « PA00098369 » | Inscrit        | 1945      | Hôtel Jacques de Moulins                     |
| Hôtel de Jassaud                             | 5 rue Fontaine-des-Élus            | 47° 35′ 14″ nord, 1° 20′ 11″ est | « PA00098357 » | Inscrit        | 1928      | Hôtel de Jassaud                             |
| Hôtel de Lavallière ou hôtel de Vareilles    | 5 rue du Puits-Châtel              | 47° 35′ 15″ nord, 1° 20′ 11″ est | « PA00098380 » | Inscrit Classé | 1928 1963 | Hôtel de Lavallière ou hôtel de Vareilles    |
| Hôtel de Montmorency                         |                                    | à géolocaliser                   |                | Non            |           | Image manquante Téléverser                   |
| Hôtel de Morvilliers                         | 3 rue Pierre-de-Blois              | 47° 35′ 16″ nord, 1° 20′ 06″ est |                | Non            |           | Image manquante Téléverser                   |
| Hôtel Phélypeaux                             |                                    | à géolocaliser                   |                | Non            |           | Image manquante Téléverser                   |
| Hôtel de préfecture de Loir-et-Cher          | 578 rue de la Madeleine            | 47° 35′ 27″ nord, 1° 20′ 02″ est | « PA00098392 » | Inscrit        | 1977      | Hôtel de préfecture de Loir-et-Cher          |
| Hôtel Sardini                                | 7 rue du Puits-Châtel              | 47° 35′ 16″ nord, 1° 20′ 12″ est | « PA00098358 » | Inscrit Classé | 1927 1963 | Hôtel Sardini                                |
| Hôtel de Saumery                             | 3 place Saint-Louis                | 47° 35′ 17″ nord, 1° 20′ 05″ est |                | Non            |           | Image manquante Téléverser                   |
| Hôtel Viart                                  | 1 rue Pardessus 47 rue du Commerce | 47° 35′ 13″ nord, 1° 20′ 00″ est | « PA00098359 » | Inscrit        | 1929      | Hôtel Viart                                  |
| Hôtel de Villebrême ou Maison de Denis Papin | rue Pierre-de-Blois                | 47° 35′ 18″ nord, 1° 20′ 08″ est | « PA00098375 » | Inscrit        | 1928      | Hôtel de Villebrême ou Maison de Denis Papin |

## Hôtels particuliers détruits
La liste présente recueille les hôtels particuliers ayant aujourd'hui disparu du paysage blésois.
| Monument                                  | Adresse             | Coordonnées                      | Notice         | Protection      | Date            | Illustration                              |
| ----------------------------------------- | ------------------- | -------------------------------- | -------------- | --------------- | --------------- | ----------------------------------------- |
| Château de Bellevue                       |                     | à géolocaliser                   |                | Non             | détruit en 2019 | Image manquante Téléverser                |
| Ancien hôtel de ville                     |                     | à géolocaliser                   |                | Non             | détruit en 1940 | Image manquante Téléverser                |
| Hôtel d'Angleterre                        |                     | à géolocaliser                   |                | Non             | détruit en 1940 | Image manquante Téléverser                |
| Hôtel Hurault de Cheverny ou Petit Louvre |                     | à géolocaliser                   | « IA00141062 » | Détruit Recensé | 1940 1986       | Hôtel Hurault de Cheverny ou Petit Louvre |
| Hôtel de la Monnaie ou tour d'Argent      | rue des Trois-Clefs | 47° 35′ 14″ nord, 1° 20′ 04″ est | « PA00098393 » | Inscrit Détruit | 1926 1940       | Hôtel de la Monnaie ou tour d'Argent      |

## Autres résidences remarquables
Cette dernière liste recense les autres résidences remarquables présentes sur le territoire de la ville de Blois et qui ne sont pas des hôtels particuliers. Il peut s'agir de petits châteaux, de manoirs, de grandes résidences urbaines.
| Monument                    | Adresse                                   | Coordonnées                      | Notice         | Protection | Date      | Illustration                |
| --------------------------- | ----------------------------------------- | -------------------------------- | -------------- | ---------- | --------- | --------------------------- |
| Buvette de la Renaissance   | 21 rue Beauvoir                           | 47° 35′ 17″ nord, 1° 19′ 56″ est | « PA00098361 » | Inscrit    | 1946      | Buvette de la Renaissance   |
| Caserne Maurice-de-Saxe     |                                           | à géolocaliser                   |                | Non        |           | Image manquante Téléverser  |
| Château de la Vicomté       | 131 rue Basse des Grouëts                 | 47° 32′ 42″ nord, 1° 16′ 51″ est | « PA00098338 » | Inscrit    | 1946      | Château de la Vicomté       |
| Château de la Villette      | 12 rue de la Chocolaterie                 | 47° 35′ 02″ nord, 1° 19′ 34″ est | « PA41000001 » | Inscrit    | 1997      | Château de la Villette      |
| Maison des acrobates        | 3, 3bis place Saint-Louis                 | 47° 35′ 17″ nord, 1° 20′ 06″ est | « PA00098381 » | Classé     | 1922      | Maison des acrobates        |
| Maison Calcat               | Les Cormiers 130, 132, 134 rue Albert-1er | 47° 34′ 27″ nord, 1° 18′ 38″ est | « PA41000002 » | Inscrit    | 1997      | Maison Calcat               |
| Maison de la Chancellerie   | 11 rue du Lion-Ferré Rue Chemonton        | 47° 35′ 14″ nord, 1° 19′ 51″ est | « PA00098371 » | Inscrit    | 1930 1946 | Maison de la Chancellerie   |
| Maison Massé                | 1 place du Château                        | 47° 35′ 11″ nord, 1° 19′ 59″ est |                | Non        |           | Maison Massé                |
| Maison Usu Vetera Nova      | 1 rue Pierre-de-Blois                     | 47° 35′ 15″ nord, 1° 20′ 06″ est | « PA00098376 » | Inscrit    | 1928      | Maison Usu Vetera Nova      |
| Pavillon d'Anne de Bretagne | Rue du Dr Jean Laigret                    | 47° 35′ 11″ nord, 1° 19′ 44″ est | « PA00098335 » | Classé     | 1886      | Pavillon d'Anne de Bretagne |
| Résidence Gaston d'Orléans  | Quai Villebois-Mareuil                    | à géolocaliser                   |                | Non        |           | Image manquante Téléverser  |